# Kvantna teorija
U kvantnoj mehanici i termodinamici, kvantna teorija je teorija koju je osnovao Max Planck kako bi objasnio zračenje crnog tijela. Teorija u usnovi kaže da energija zrači u malim, diskretnim paketićima zvanim kvanti.

## Matematičke formule
Max Planck je hipotetizirao da je energija koju zrači neko tijelo izravno razmjerna njenoj frekvenciji. Da bi se frekvencija ujednačila s energijom koju zrači, Planck je uveo proporcionalnu konstantu pod nazivom Planckova konstanta, koja je jednaka 6,626068 × 10-34 m2 kg / s. Dakle, kvantna teorija matematički se opisuje
```
        
E=hf
```

- E - ukupna količina zračene energije
- f - frekvencija
- h - Planckova konstanta